# Zenonis
Aelia Zenonis, född okänt år, död 476 eller 477, var en östromersk kejsarinna, gift med kejsar Basiliskos. 
9 januari 475 tog hennes make makten i en kupp mot kejsar Zeno, och hon fick då titeln Augusta (kejsarinna). Hon hade en uppmärksammad kärleksaffär med sin makes nevö Armatus, och övertalade sin make att utse denna till ämbetet magister militum praesentialis. Zeno övertalade framgångsrikt Armatus att förråda Basiliskos i denna militära position, vilket ledde till Basiliskos fall. När Konstantinopel överlämnades av senaten till Zeno, tog Basiliskos sin tillflykt till en kyrka, där han och hans familj begärde asyl. De utlämnades till Zeno, som lät fängsla dem i Kappadokien, där de placerades i en cistern och fick avlida av solsting. 